# Rhinogobius nammaensis
Rhinogobius nammaensis es una especie de pez de la familia de los Gobiidae en el orden de los Perciformes.

## Morfología
Los machos pueden llegar a alcanzar los 4,3 cm de longitud total.

## Hábitat
Es un pez de Agua dulce y de clima tropical.

## Distribución geográfica
Se encuentran en Asia:  cuenca del río Nam Ma (Laos ).

## Observaciones
Es inofensivo para los humanos.